# Red Deer Rebels
Red Deer Rebels je kanadský juniorský klub ledního hokeje, který sídlí v Red Deeru v provincii Alberta. Od roku 1992 působí v juniorské soutěži Western Hockey League. Své domácí zápasy odehrává v hale ENMAX Centrium s kapacitou 7 111 diváků. Klubové barvy jsou červená, černá, bílá a stříbrná.
Nejznámější hráči, kteří prošli týmem, byli např.: Martin Erat, Martin Hanzal, Vladimír Mihálik, Dion Phaneuf, Boyd Gordon, Cam Ward, James Reimer, Ryan Nugent-Hopkins, Kris Versteeg, Matt Keith, Michael Špaček, Patrik Bartošák nebo Adam Musil.

## Úspěchy
- Vítěz Memorial Cupu ( 1× )
  - 2001
- Vítěz WHL ( 1× )
  - 2000/01

## Přehled ligové účasti
Zdroj: 
- 1992–1995: Western Hockey League (Východní divize)
- 1995– : Western Hockey League (Centrální divize)